# 北海道道816号峯延稔町線
北海道道816号峯延稔町線（ほっかいどうどう816ごう みねのぶみのりまちせん）は、北海道岩見沢市内を結ぶ一般道道（北海道道）である。

## 概要

### 路線データ
- 起点：北海道岩見沢市峰延町（北海道道275号月形峰延線交点）
- 終点：北海道岩見沢市稔町（北海道道6号岩見沢月形線交点）
- 路線延長：7.1km（総延長）

## 歴史
- 1974年（昭和49年）3月31日 路線認定[1]。

## 地理
起点の地名は峰延町であるが、路線認定上は「峯」の文字が使われる。接続する北海道道275号は美唄市との境界線となっており、北海道道275号側から見た交点は美唄市豊葦町となる。

### 通過する自治体
- 空知総合振興局
  - 岩見沢市

### 交差する道路
岩見沢市
- 北海道道275号月形峰延線 - 峰延町（起点）
- 北海道道6号岩見沢月形線 - 稔町（終点）